# Ромска химна
Ђелем, ђелем (у преводу Путовао сам, путовао сам) је међународна химна ромског народа. Ова песма је позната под различитим именима:
- „“ и

Жарко Јовановић, југословенски композитор ромског порекла, је у са тамбурашом Милошем (презимена се не сећа) 1949. у Радио Београду написао текст о понижењима које су Роми преживели током Другог светског рата и додао му традиционалну мелодију. Текст описује прогоне, убиства и одвођења у концентрационе логоре односно геноцид над Ромима од стране СС дивизија „Ханџар“ и „Кама“ и Гестапоа у НДХ, што описују тзв. „Црне легије“. Текст се заснива на песми која била веома омиљена шездесетих година 20. века међу српским Ромима и вероватно потиче из Румуније. Мелодија је преузета од једне љубавне песме српских Рома, која је постала позната преко филма „Скупљачи перја“ редитеља Александра Петровића, у којем је изводи српска певачица и глумица, Оливера Катарина. Према другој верзији, забележио ју је Бугарин Милан Ајвазов, рођен 1922. године у Пловдиву, онако како ју је чуо од свог деде. Мелодије и наслова се сећао, али је текст песме заборавио.
Проглашена је за заједничку химну на првом Светском конгресу Рома 1971. године у Лондону.
Пошто ромски језик нема јединствени књижевни језик, постоје различите верзије текста, које се могу незнатно разликовати у смислу.
Иначе, ову композицију је преуредио Шабан Бајрамовић начинивши сопствену песму и сингл. Њу је наново снимио 2003. године са групом „Cubismo“.

## Текст
| ромски језик | српски језик |
| ------------ | --- |
| , ? , ,      | Идем, идем на далеки пут И упознајем срећне Роме О Роми одакле сте, Са шатором покрај срећних путева? О Роми, О народе ромски Имао сам некада велику породицу, Али Црне легије су их убиле Пођите са мном Роми из целога света За Роме су путеви отворени Сада је време, устаните Роми сви, Дићи ћемо се високо ако се потрудимо |